# Ivan Stedman
Ivan Cuthbert Stedman (ur. 13 kwietnia 1895 w Oakleigh, zm. 7 stycznia 1979 w Prahran) – australijski pływak specjalizujący się w stylu dowolnym, medalista igrzysk olimpijskich.

## Życiorys
Urodził się w Oakleigh, przedmieściu Melbourne w rodzinie kupca. Pierwsze sukcesy w pływaniu odniósł przed I wojną światową, zdobywając mistrzostwo stanu Wiktoria ba dystansie 220 jardów.
13 czerwca 1916 zaciągną się do wojska. Od sierpnia 1917 walczył na froncie zachodnim w składzie 5 Brygady Artylerii Polowej. Został ranny w bitwie pod Passchendaele. Po rekonwalescencji dołączył do jednostki w maju 1918 we Francji.
Reprezentował Australię na igrzyskach olimpijskich w 1920 w Antwerpii. Startował tam w trzech konkurencjach. W pływaniu na 100 metrów stylem dowolnym dotarł do półfinału. Na 200 metrów stylem klasycznym zajął 5. miejsce w finale. W sztafecie 4 × 200 m stylem dowolnym Stedman, zarówno w półfinale jak i w finale, płynął na trzeciej zmianie. Czasem 10:25,4 ekipa australijska wywalczyła wicemistrzostwo olimpijskie.
Na kolejnych igrzyskach olimpijskich w 1934 w Paryżu Stedman odpadł w półfinale na 100 metrów stylem dowolnym i eliminacjach na 200 metrów stylem klasycznym.  W sztafecie 4 × 200 m stylem dowolnym Stedman płynął w eliminacjach i w półfinale. W wyścigu finałowym zastąpił go Boy Charlton, a sztafeta Australii ponownie wywalczyła srebrny medal.
Stedman reprezentował barwy klubu Melbourne Swimming Club.